# Giorni di gloria (film)
Giorni di gloria è un film di genere documentario del 1945, diretto da Luchino Visconti, Giuseppe De Santis e Marcello Pagliero.

## Trama
Il film fa vedere gli avvenimenti che portarono alla liberazione di Roma tra i quali vi sono la strage delle Fosse Ardeatine, il processo a Pietro Koch e a Pietro Caruso, il linciaggio di Donato Carretta e la fucilazione degli imputati.
Il film prosegue con le immagini della Liberazione del Nord Italia, con spezzoni originali di riprese effettuate mentre gli eventi avevano luogo.

## Produzione
Prodotto da Fulvio Ricci per la Titanus e dall'Associazione Nazionale Partigiani d'Italia (ANPI).